# Tour de Flandes 1923
El Tour de Flandes 1923 es la 7.ª edición del Tour de Flandes. La carrera se disputó el 18 de marzo de 1923, con inicio y final en Gante después de un recorrido de 243 kilómetros. 
El vencedor final fue el suizo Heiri Suter, que se impuso a sus dos compañeros de fuga en su llegada a Gante. Los belgas Charles Deruyter y Albert Dejonghe  fueron segundo y tercero respectivamente.

## Clasificación final
|    | Ciclista           | Equipo             | Tiempo     |
| -- | ------------------ | ------------------ | ---------- |
| 1  | Heiri Suter        | Gurtner-Hutchinson | 9h 16' 15" |
| 2  | Charles Deruyter   | Gurtner-Hutchinson | m. t.      |
| 3  | Albert Dejonghe    | La Française       | m. t.      |
| 4  | Jules van Hevel    | Buysse-Colonial    | + 1' 25"   |
| 5  | Theophile Beeckman | Griffon - Dunlop   | + 1' 55"   |
| 6  | Émile Masson       | Alcyon-Dunlop      | + 1' 55"   |
| 7  | Jean Rossius       | La Française       | + 2' 35"   |
| 8  | Charles Juseret    | Peugeot-Wolber     | + 2' 35"   |
| 9  | Nicolas Frantz     | Thomann-Dunlop     | + 2' 40"   |
| 10 | Denis Verschueren  | Wonder-Dunlop      | + 5' 00"   |